# Mošurov
Mošurov est un village de Slovaquie situé dans la région de Prešov.

## Histoire
Première mention écrite du village en 1383.

## Démographie

### Évolution de la population
| Année:               | 1994. | 2004.    | 2014.    | 2024.   |
| -------------------- | ----- | -------- | -------- | ------- |
| Nombre de personnes: | 135   | 159      | 182      | 197     |
| Différence:          |       | +17,77 % | +14,46 % | +8,24 % |

| Année:               | 2023. | 2024.   |
| -------------------- | ----- | ------- |
| Nombre de personnes: | 192   | 197     |
| Différence:          |       | +2,60 % |